# Pensjonat Abrama Gurewicza
Pensjonat Abrama Gurewicza, także sanatorium Abrama Gurewicza – drewniany budynek w stylu świdermajer, mieszczący się w Otwocku przy zbiegu ulic Filipowicza i Armii Krajowej.

## Wygląd budynku
Budynek wzniesiono etapami w latach 1906–1921 na terenie parku. Budowla była własnością Abrama Gurewicza (inna pisownia nazwiska: Górewicz) i jego syna Szymona.
Willa zyskała wieloboczny plan, składający się z siedmiu przylegających do siebie skrzydeł. Jego powierzchnia użytkowa wynosi 2700 m², kubatura 20 000 m³.
Cały obiekt od strony wschodniej i południowej otoczony był leżalniami, oszklonymi werandami oraz trzema otwartymi tarasami.
Sanatorium było wyposażone w kanalizację, bieżącą wodę, oświetlenie elektryczne i telefon. Posiadało salonik, czytelnię, bawialnię, salę jadalną oraz koncertową. W 1927 czytelnię i jadalnię ozdobił Józef Tom, profesor ASP w Warszawie i projektant herbu Otwocka. Budynek otoczony był parkiem w stylu angielskim, z egzotycznymi odmianami roślin (bananowce). Pensjonat dzisiejszy wygląd przybrał przed 1925.

## Historia

### Czasy świetności
W 1906 r. właściciele gmachu założyli w nim pensjonat zwany „Willą Gurewiczanką”. Stopniowo rozbudowano go na zakład leczniczo-dietetyczny.
Ośrodek był czynny przez cały rok. Mieścił do 80 osób. Nie posiadał statusu sanatorium ani szpitala, a jak podawały reklamy był „uzdrowiskiem dla rekonwalescentów osób poszukujących wypoczynku”. Wyraźnie też zaznaczano, że nie będą przyjmowani obłożnie chorzy ani chorzy na gruźlicę.

### II wojna światowa
W czasie II wojny światowej mieściła się tu komendantura, a od 1941 – szpital dla niemieckich żołnierzy.

### Po 1945 roku
Członkowie rodziny Gurewiczów, którzy przeżyli wojnę, sprzedali w 1948 r. posiadłość Warszawskiemu Zarządowi Samorządowemu.
Po wojnie budynek uzdrowiska przeznaczony został na Centralny Szpital Lotniczy (od 1953), Liceum Medyczne nr 8 (od 1960). W 1997 budynek przejęła Polska Fundacja Alzheimerowska. Obiekt znajduje się w rejestrze zabytków pod nr 937. Ze względu na duże zaniedbanie obiektu przez fundację, w 2007 budynek został odzyskany w wyniku procesu sądowego przez Starostwo Powiatowe.
Starostwo Powiatu oraz Gmina Otwock nie miały pieniędzy ani pomysłu na Sanatorium Gurewicza. Zlecone ekspertyzy wykazały, że zagrzybiony obiekt wymaga odrestaurowania za 10 mln euro. Równocześnie ponad 1200 osób podpisało petycję do wojewody mazowieckiego o uratowanie przed całkowitym zniszczeniem budynku Uzdrowiska Gurewicza oraz przekazanie go na cele kulturalne. Starostwo wystawiało obiekt kilkakrotnie na sprzedaż, obniżając za każdym razem cenę.
Od listopada 2014 pensjonat należy do spółki Carolina Car Company. Projekt remontu przygotowała Grupa 5 Architekci. Budynek został przeznaczony na klinikę ortopedyczną i medycyny estetycznej oraz centrum rehabilitacji z hotelem dla pacjentów. Willę rozebrano, a następnie ściany i stropy kolejnych skrzydeł budynku były odlewane z betonu i okładane zachowanym drewnem. W całości odrestaurowano dwie zdobione werandy oraz południową ścianę od strony parku. Z dawnego budynku zachowano także 7 pieców kaflowych, 26 drzwi wewnętrznych i żeliwne balustrady schodów. Budynek odzyskał pierwotny biało-szary kolor, ustalony na podstawie badań. Rewitalizacja budynku została nominowana do Nagrody Architektonicznej „Polityki” w ramach jej X edycji.